# Epidendrum minutidentatum
Epidendrum minutidentatum är en orkidéart som beskrevs av Charles Schweinfurth. Epidendrum minutidentatum ingår i släktet Epidendrum och familjen orkidéer.
Artens utbredningsområde är Peru. Inga underarter finns listade i Catalogue of Life.